# 中国社会工作联合会
中国社会工作联合会（英語：China Association of Social Workers，缩写CASW），原名中国社会工作协会，是中华人民共和国的一家全国性专业社会团体，也是中华人民共和国“唯一代表从事社会工作的单位和社会工作专业人员的权威组织”。该协会经中国社会团体登记机关核准登记，由中华人民共和国民政部直属主管。

## 历史
该协会成立于1991年7月，名为中国社会工作者协会，首任会长为崔乃夫，常务副会长为阎明复。1991年7月5日举行了成立大会。1992年7月该协会加入国际社会工作者联合会并成为正式会员。2000年，该协会经过较大规模改组，更名为中国社会工作协会。2015年改名为中国社会工作联合会。

## 组织结构

### 中国社会工作协会工作委员会[3]
- 老年社会工作委员会
- 儿童社会救助工作委员会
- 青少年与学校社会工作委员会
- 社会工作师委员会
- 城乡社区工作委员会
- 智慧社区服务业委员会
- 医务社会工作专业委员会
- 婚庆婚恋服务业委员会
- 妇女与婚姻家庭社会工作委员会
- 企业公民与工会社会工作委员会
- 康复医学工作委员会
- 彩票工作委员会
- 社会公益工作委员会
- 国际科学和平促进委员会
- 禁毒社会工作专业委员会
- 应急与灾害社会工作委员会
- 司法社会工作委员会
- 退役军人社会工作委员会
- 社会心理服务工作委员会

### 分支机构——专项基金管理委员会
1. 孤残儿童救助基金
2. 贫困家庭病残儿童救助基金
3. 成龙、杨受成公益慈善基金
4. 甘泉工程公益基金
5. 扶贫开发基金
6. 防治乳腺癌专项基金
7. 榜样公益基金
8. 太阳雨公益慈善专项基金

### 代表机构
1. 深圳办事处

### 办事机构
1. 办公室（人力资源部）
2. 财务部
3. 理论宣传部
4. 会员工作部
5. 项目部
6. 法律事务部

### 直属单位
1. 《公益时报》社
2. 《中国民康医学》杂志社
3. 《社会与公益》杂志编辑部
4. 第一视频通信传媒有限公司

### 直属机构
1. 法律援助中心
2. 影视制作中心
3. 社会公益文化中心

## 历任领导
- 名誉会长：周铁农、陈昌智、阿不来提·阿不都热西提、姜春云、司马义·艾买提、顾秀莲（女）、成思危、蒋正华、郝建秀（女）、彭珮云（女）、孙孚凌、雷洁琼（女）
- 会长：徐瑞新（驻会）
- 常务副会长：杨建昌（驻会）
- 副会长兼秘书长：赵蓬奇（驻会）
- 副会长：马学理（驻会）、马剑飞（驻会）、王一莉（女）、王久安（驻会）、王思斌、王柏泉（驻会）、王路、邓丽（女）、刘良玉（驻会）、刘京（驻会）、刘晓、孙建春（驻会）、张力军、李守镇、李晓林、李德运（驻会）、陈倚（女）（驻会）、姜昆、施德容、徐留根（驻会）、衷向东、陶斯亮（女）